# Itaperuçu (kommun)
Itaperuçu är en kommun i Brasilien.   Den ligger i delstaten Paraná, i den södra delen av landet, 1 100 km söder om huvudstaden Brasília. Antalet invånare är 23 899.
Följande samhällen finns i Itaperuçu:
- Itaperuçu

I omgivningarna runt Itaperuçu växer i huvudsak städsegrön lövskog. Runt Itaperuçu är det ganska glesbefolkat, med 48 invånare per kvadratkilometer.